# ゴンザガ・ブルドッグス
ゴンザガ・ブルドッグス（英語: Gonzaga Bulldogs（[ɡənˈzæɡə]）、愛称: Zags）は、アメリカ合衆国ワシントン州スポケーンに本部を置くゴンザガ大学のスポーツ競技チームである。NCAAディビジョンIのノンフットボール・カンファレンスであるウェスト・コースト・カンファレンスに所属。

## 競技チーム
| 男子スポーツ                            | 女子スポーツ     |
| --------------------------------------- | ---------------- |
| 野球                                    | バスケットボール |
| バスケットボール                        | クロスカントリー |
| クロスカントリー                        | ゴルフ           |
| ゴルフ                                  | ローイング       |
| ローイング                              | サッカー         |
| サッカー                                | テニス           |
| テニス                                  | 陸上†            |
| 陸上†                                   | バレーボール     |
| †屋外競技チームと室内競技チームがある。 |                  |

### 男子バスケットボール

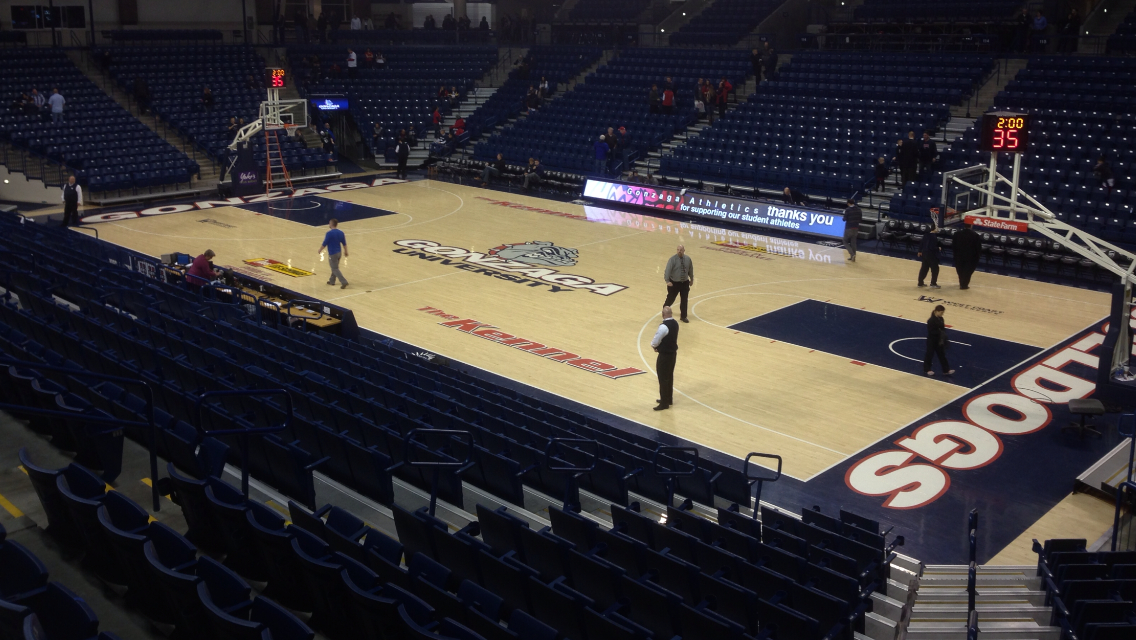
マッカーシー・アスレチック・センター

ゴンザガ大学男子バスケットボールは、同校のスポーツプログラムにおいて最も成功したチームである。ホーム試合は2004年からマッカーシー・アスレチック・センターで行われており、当時アリーナを開設してからNCAA最長記録となる100連勝でスタートしていたが、2007年2月にサンタクララ・ブロンコス (サンタクララ大学) に打ち切られた。
同チームは2020-21シーズン終了時点で、22年連続NCAAトーナメントに出場し、2012-13シーズンには主要サイトの全米ランキングで初めて1位にランクインした。特にアシスタントコーチであったマーク・フューがヘッドコーチに昇格した1999年以来、ブルドッグスはNCAAトーナメント出場を逃したことがなく、フューHC就任以来の勝率は8割を超えるなど、男子カレッジ・バスケットボール界において全米屈指の強豪校として地位を確立している。所属するウェスト・コースト・カンファレンスは中堅カンファレンスであるが、ブルドッグスは最もメジャーカンファレンス (パワー5) に近いチームである。
同チームからはこれまでに15人の選手がWCC年間最優秀選手に選ばれており、1961年に1試合平均32.4得点を記録したフランク・バージェス、2006年に1試合平均28.1得点を記録したアダム・モリソンの2人がNCAAシーズン得点王になった歴史がある。モリソンに関しては、同シーズンにナショナル・カレッジ・プレーヤー・オブ・ザ・イヤーにも選ばれている。
同大学は1990年代半ばから中堅カンファレンスに所属するバスケットボールチームの強豪校として地位を確立してきた。1999年にエリート・エイトまでシンデレラ・ランした年から、NCAAトーナメントには全て出場し、2008-09シーズンからは最も権威のあるAP世論調査による最終投票ランキングに常にランクインしている。また、2016-17シーズン開幕以降すべての週間投票に登場し、105週連続というのは男子バスケットボール史上16番目に長い連続記録である。1995年以降のWCCカンファレンス・タイトル戦は1回を除いてすべて出場。1998年以降はすべてカンファレンスタイトル戦に出場し、16勝を挙げている。2016-17シーズンにブルドッグスは大学史上初のファイナル・フォーに進出し、全米選手権決勝まで進んだが、ノースカロライナ大学に敗れた。2020-21シーズンはレギュラーシーズン26勝0敗の無敗を達成し歴史的な年となった。同チームはNCAAトーナメント第1シードを獲得し、ノーフォーク州立大学スパルタンズ、オクラホマ大学スーナーズ、クレイトン大学ブルージェイズ、USCトロージャンズ、UCLAブルーインズを抑えて全米選手権決勝に進出した。決勝ではベイラー大学ベアーズに86-70で敗れ、悲願の優勝とは成らなかった。

#### ライバル校
セントメアリーズ大学カリフォルニア校
ゴンザガ大学にとって最大のライバルは、同カンファレンスに所属するセントメリーズ大学である。多くのアナリストやメディアはこのゲールズ対ブルドッグスを、西海岸のカレッジ・バスケットボール界で最高のライバル関係の1つであると評している。

### ワシントン大学
同じ州内で最も熱いライバル関係を築いているのは、ワシントン大学である。1997年から2006年まで10年間ホーム＆ホームシリーズを行ったが、その後、2015年まで休眠状態だった。2016年にはスポケーンでのホーム＆ホームシリーズを新たに開始し、少なくとも2023-24シーズンまで毎年ライバル関係を継続することに合意している。

### ブリガムヤング大学
ブリガムヤング大学 (BYU) とは、過去10年を通じてライバル関係が築かれてきた。1949年12月16日に初めてBYUとブルドッグスの対抗戦が行われ、ブルドッグスが46-41で勝利した。両チームは2011年3月19日のNCAAトーナメント3回戦で、ジマー・フレデッテ率いるBYUが89-67でブルドッグスを破り、スウィート・シックスティーンに進出するまで、再び対戦することはなかった。翌シーズン、BYUはマウンテン・ウェスト・カンファレンスを脱退し、2011-12年のシーズンからウェスト・コースト・カンファレンスに加盟した。それ以来、ブルドッグスはBYUに対して18勝6敗の成績を収めている。

#### 主な出身NBA選手
同チームの出身であるNBA選手は、殿堂入りを果たしたジョン・ストックトンのほか、ドマンタス・サボニス、八村塁、ケリー・オリニク、アダム・モリソン、ロニー・トゥリアフ、ブランドン・クラーク、ザック・コリンズ、ダン・ディッカウ、オースティン・デイ、ロバート・サクレ、リッチー・フラーム、ジェレミー・パーゴ、ブレイク・ステップ、ポール・ロジャース、コーリー・キスパート、ジェイレン・サッグスなどが挙げられる。

### 男子バスケットボール永久欠番
| ゴンザガ・ブルドッグス永久欠番 |                      |            |           |        |        |
| No.                            | 選手                 | ポジション | 在籍期間  | 式典年 | 参照   |
| 3                              | アダム・モリソン     | F          | 2003–2006 | 2020   | [ 12 ] |
| 11                             | ドマンタス・サボニス | PF / C     | 2014–2016 | 2025   | [ 13 ] |
| 12                             | ジョン・ストックトン | PG         | 1980–1984 | 2004   | [ 14 ] |
| 13                             | ケリー・オリニク     | PF / C     | 2009–2013 | 2022   | [ 15 ] |
| 21                             | ダン・ディッカウ     | PG         | 2000–2002 | 2023   | [ 16 ] |
| 44                             | フランク・バージェス | SG         | 1958–1961 | 2005   | [ 14 ] |

### 過去にあったチーム

#### アメリカンフットボール
ゴンザガ大学が最後にカレッジフットボールに出場していたのは、84年前の1941年である。1892年から1941年までの成績で (1894年から1895年、1900年から1906年のチーム不在を除く) 、129勝99敗20分だった。

#### ボクシング
同大学は元々ボクシングが盛んで、1950年に[カール・マクシー、イーライ・トーマス、ジム・ライリーからなるチームでアイダホ大学と全米タイトルを分け合った歴史をもつ。